# Margaretha van Godewijck

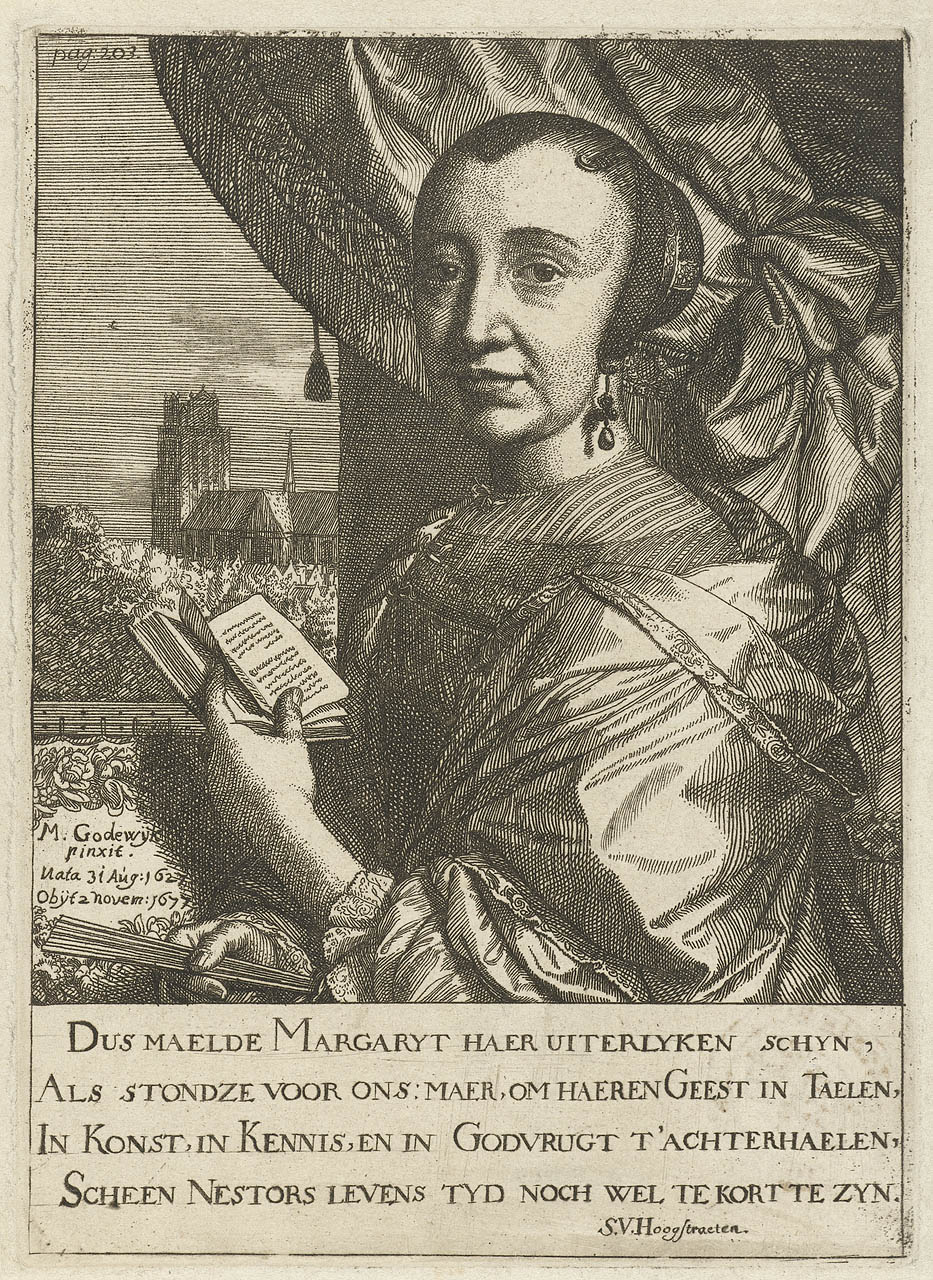
Margaretha van Godewijck door Samuel van Hoogstraten.

Margaretha van Godewijk (Dordrecht, 30 of 31 augustus 1627 - aldaar, 2 november 1677) was een Nederlandse dichteres, schilder, glasgraveur, tekenaar, musicus en naaldwerker.
Ze was de dochter van Pieter Govertszoon van Godewijck, een leraar aan de Latijnse school en opzichter van de stadsbibliotheek van Dordrecht, en Sara Cornelisdr. Pijpelaer. Margaretha bleef ongehuwd en woonde haar hele leven in Dordrecht.
Van haar hand zijn twee dichtbundels bewaard gebleven, beide samengesteld in schoonschrift. De bundel "Margaretae Godeviciae Poemata" bevat tweeëntwintig gedichten in het Latijn. De tweede bundel, "Gedichten van Margaretha van Godewijck met xxviii door haar geschilderde zinnebeelden", bevat Nederlandse gedichten vergezeld van door haar geschilderde allegorische afbeeldingen. Deze bundels werden rond 1830 ontdekt op een boekenveiling in Parijs en vervolgens aangekocht door een boek- en kunsthandelaar uit Dordrecht. Sinds ongeveer 1900 bevinden de bundels zich in het archief van Dordrecht.
Naast haar werk als dichteres was Margaretha van Godewijck actief als schilder en glasgraveur. Ze maakte portretten, landschappen en maritieme werken, waarbij ze werkte met waterverf en olieverf. Ze was een leerling van Cornelis Bisschop en Nicolaes Maes beide vooraanstaande kunstenaars uit haar tijd.